# Jarosław Abramow-Newerly

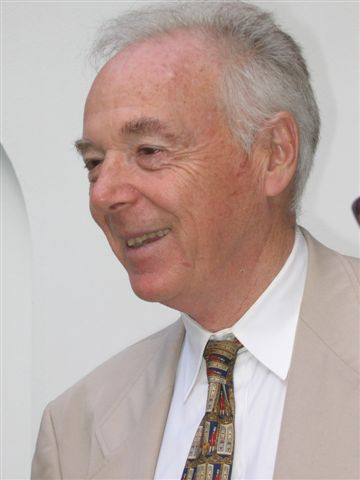
Jarosław Abramow-Newerly (2006)

Jarosław Abramow-Newerly (* 17. Mai 1933 in Warschau) ist ein polnischer Schriftsteller und Komponist. Er verfasste insbesondere Satiren, die häufig als Hörspiel adaptiert wurden.

## Leben
Jarosław Abramow-Newerly kam am 17. Mai 1933 als Sohn von Igor Newerly zur Welt. Er studierte von 1951 bis 1955 Polonistik an der Universität Warschau, wo er 1954 das Studencki Teatr Satyryków (STS; Studentisches Satirikertheater) mitbegründete, für das er bis 1969 Texte und Musik schrieb und als Schauspieler tätig war. Seine ersten für dieses Theater verfassten Satiren, Sketche und Monologe veröffentlichte er 1957 in dem Sammelband Myślenie ma kolosalną przyszłość (Denken hat eine kolossale Zukunft). 1956 war er Mitbegründer und Chefredakteur der Wochenschrift „Od nowa“ (Von Neuem). In den Jahren 1958 bis 1959 hielt er als Reporter in Paris auf. In den Jahren 1960 bis 1966 arbeitete er beim Radiowy Teatr Młodych. Für sein Stück Anioł na dworcu (Ein Engel am Bahnhof) erhielt er 1965 den Piętak-Preis (Nagroda im. S. Piętaka). 1967 erhielt er den Kościelski-Preis.
Wegen eines wissenschaftlichen Stipendiums seiner Frau hielt sich Abramow-Newerly von 1985 bis 1989 in Toronto auf. In dieser Zeit arbeitete er mit der auslandspolnischen Tageszeitung „Związkowiec“ (Gewerkschafter) zusammen. Dieser Aufenthalt ist die Hauptquelle für seine in den 1990er Jahren veröffentlichten Romane Pan Zdzich w Kanadzie (Herr Zdzich in Kanada), Alianci (Die Alliierten) sowie Kładka przez Atlantyk (Brücke über den Atlantik).
2001 erhielt er den Preis des ZAiKS.
In den frühen 2000er Jahren verfasste er mehrere autobiografische Schriften, wie Lwy mojego podwórka (Löwen meines Hofes), Lwy wyzwolone (Befreite Löwen) oder Lwy STS-u (Löwen des STS).
Er ist Mitglied des Polnischen Schriftstellerverbandes (Związek Literatów Polskich), der Gesellschaft Polnischer Schriftsteller (Stowarzyszenie Pisarzy Polskich) sowie des Polnischen P.E.N.-Clubs. Seine Werke wurden in die dänische, deutsche, französische, italienische, russische, schwedische, serbokroatische, slowenische, tschechische und ungarische Sprache übersetzt.
Er schrieb auch die Musik und Texte für einige Lieder, insbesondere für Agnieszka Osiecka.

## Werke
- Myślenie ma kolosalną przyszłość, 1957
- Licytacja, In: Dialog 1961 Nr. 12
- Śmierć po latach, 1962
- Wielki kochanek, 1962
- Duże jasne, UA 1962, EV 1965 (zusammen mit Andrzej Jarecki)
- Anioł na dworcu, UA 1965, EV 1967
- Derby w pałacu, In: Dialog 1966
- Ucieczka z wielkich bulwarów, In: Dialog 1969
- Klik-kla, In: Dialog 1972
- Darz bór, In: Dialog 1974
- Dramaty, 1975
- Co pan zgłasza?, 1977 (Sammlung von Satiren)
- Pięć minut sławy, 1978 (Sammlung von Hörspielen)
- Skok przed siebie, 1979
- Bajadera, 1979
- Kto mi śpiewał serenadę, 1980 (Musical)
- Maestro, EV 1983, UA 1984
- Słowik Warszawy, 1984
- Pan Zdzich w Kanadzie, In: Związkowiec 1986–88 (Buchveröffentlichung 1991)
- Alianci, 1990
- Duch Atlantydy, 1994
- Kładka przez Atlantyk, 1995
- Gęsi za wodą, UA 1996
- Nawiało nam burzę, 2000
- Lwy mojego podwórka, 2000
- Granica sokoła, 2001
- Młyn w piekarni, 2002
- Lwy wyzwolone, 2003
- Lwy STS-u, 2005